# Protestantische Kirche (Haardt)
Die protestantische Kirche in Haardt an der Weinstraße ist ein unter Denkmalschutz stehendes Gebäude. Es gehört zur Protestantischen Kirchengemeinde Haardt im Dekanat Neustadt der Evangelischen Kirche der Pfalz.

## Baustil
Die protestantische Kirche wurde 1781/82 als Ersatz für eine zu klein gewordene Vorgängerkirche im barocken Stil gebaut. Dabei handelt es sich um einen Rechtecksaalbau mit Walmdach. Der Innenraum ist schlicht gehalten, jedoch ist die Ausstattung denkmalgeschützt. Der 36 Meter hohe Kirchturm, der eine Turmuhr und vier Glocken enthält, wurde erst 1867 zugefügt.

## Orgel

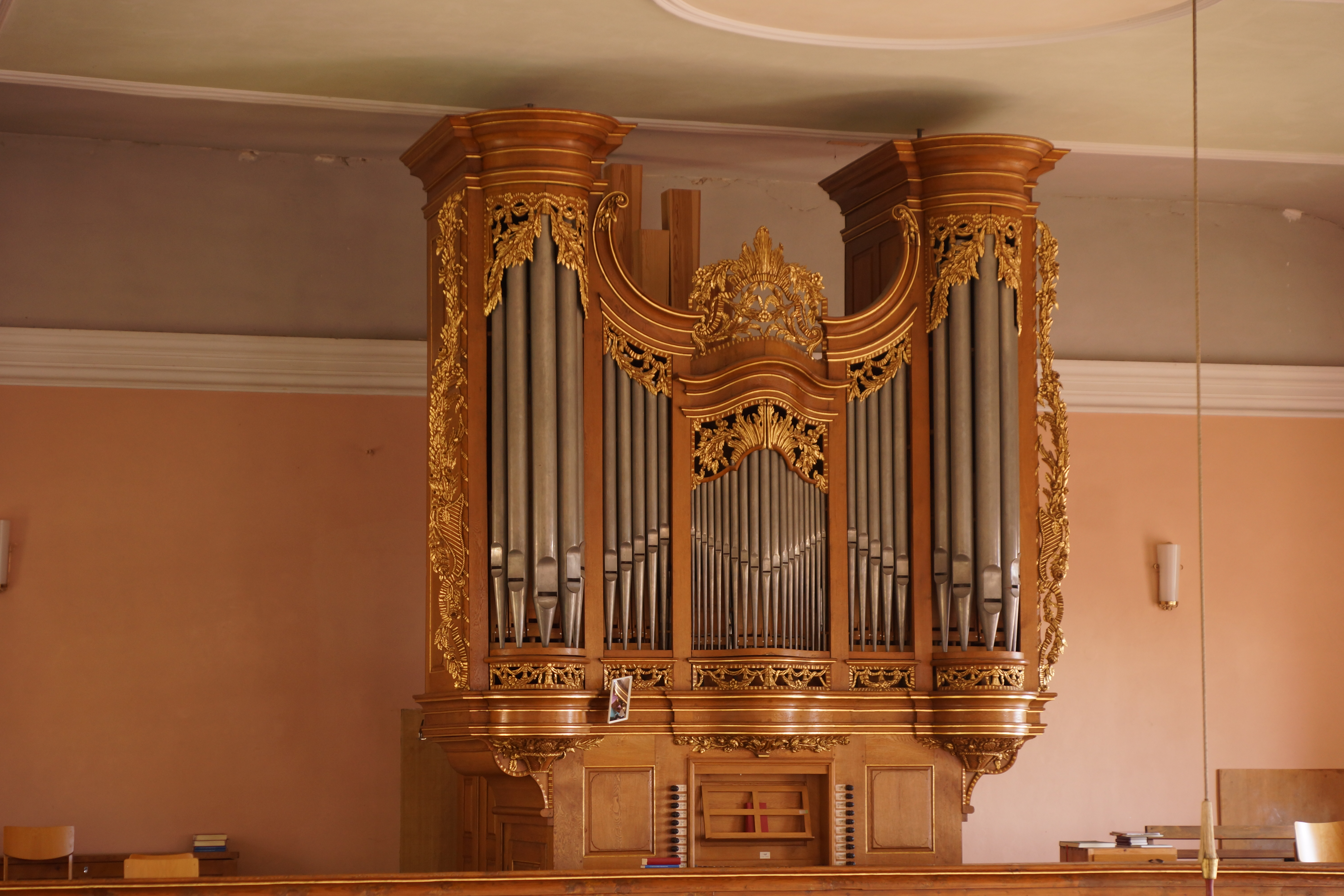
Stumm-Orgel von 1785

Die Stumm-Orgel aus dem Jahr 1785 gehört zu ihren wertvollsten Ausstattungsstücken; sie wird sogar zu den historisch bedeutsamen Instrumenten der Pfälzischen Landeskirche gezählt. Trotz mancherlei Veränderungen erklingt sie seit über 200 Jahren bei Gottesdiensten und Konzerten.
Die Orgel wurde im Jahr 1785 von den Gebrüdern Stumm zum Preis von 1000 Gulden geliefert und innerhalb von vier Wochen eingebaut. Damit ersetzte sie eine 1738 von Johann Friedrich Ernst Müller (Heidelberg) für die Vorgängerkirche gebaute Orgel. Diese stellte sich in der neuen Kirche jedoch als zu klein dar, sodass sie 1785 an die Katholische Kirche in Hochspeyer verkauft wurde. Im Jahr 1867 und besonders in den 1950er Jahren erfolgten Umbauten der neuen Orgel, die sich allerdings nicht an denkmalpflegerischen Grundsätzen orientierten. 1985, im Jubiläumsjahr der Orgel, wurde sie von der Firma Steinmeyer aus Oettingen restauriert mit dem Ziel, das Original möglichst weitgehend wiederherzustellen.
Die Orgel ist ein großes einmanualiges Instrument, das einige Besonderheiten aufweist. Ursprünglich hatte das Pedal nur 15, jetzt hat es 27 Töne, aber nur drei klingende Stimmen. Im Manual sind 13 klingende Stimmen vorhanden. Einige Stimmen sind in Bass und Diskant geteilt, so dass die Orgel über insgesamt 22 Registerzüge und die Pedalkoppel verfügt.
Das Gehäuse der Orgel ist eine Zierde des Kirchenraums, zumal die originalen Prospektpfeifen erhalten geblieben sind. Zusammen mit den Windladen und dem teilweise erhaltenen Pfeifenwerk sind etwa 70 bis 75 % der Orgel noch aus der Erbauungszeit vorhanden.